# Томмазо Моченіго
Томмазо Моченіго (італ. Tommaso Mocenigo) — 64-й венеційський дож у 1414—1423 роках.

## Біографія
Належав до родини Моченіго, яка походила з Мілану, що склала свій статок завдяки морській торгівлі, після чого набула статус патриціїв та увійшла до Великої ради. Син П'єтро Моченіго, з рамі (гілки) Сан-Самуеле. Перші звістки про нього датуються 1373 роком, коли він брав участь в обороні фортеці Лова проти падуанців. У квітні 1377 року обирається головою Ради сорока. 
1380 році відзначився під час боїв за Кіоджу, що стала ключовими у війні з Генуєю. У 1382 році він придбав на аукціоні галеру з муди (торгівельного каравану), що йшов до Олександрії в Єгипті. Його кар'єра прискорилася, починаючи з 1385 року, коли його батька обрали прокуратором Святого Марка. 1386 року став членом Ради десяти. У 1387 році разом зі своїм братом Джованні був обраний до ради з 60 патриціїв, сформованої для визначення політики Республіки щодо Далмації. У квітні 1389 року він був одним із десяти шляхтичів, яким було доручено зустріти Франческо I Гонзагу, народного капітана Мантуї, який прямував до Венеції. У 1390 році він був одним із двох чиновників, яких покликали перевірити рахунки постачальників Біаве. Тим часом він разом зі своїм братом Джованні присвятив себе торгівлі вином і тканинами з Сирією.
1394 року призначається консільєрі (радником) дожа Антоніо Веньєра. У 1395 році він став послом у Феррарі, а потім брав участь у складі делегації, яка вітала Джан Галеаццо Вісконті з наданням йому титулу герцога Міланського. Того ж року Моченіго було надано в посесію Полезіну. Він командував флотом у 8 галер під час хрестового походу проти османів в 1396 році, зумівши прорвати облогу Константинополя. За цим рушив до гирла Дунаю, де згодом врятував угорського короля Сигізмунда I, що відступив після поразки під Нікополем. Вдячний Люксембург надав Моченіго довічну пенсію в розмірі 1 тис. дукатів на рік. По поверненню до Венеції 1397 року обирається членом Малої ради. 1398 року увійшов до посольства до угорського короля. Залишався членом Ради до 1400 року. 
1400 року був членом Ради сорока, брав участь у обранні дожем Мікеле Стено. 1401 року стає членом Авагадорії. 1402 року знову обирається членом Малої ради, але 22 жовтня того ж року отримує посаду профедитора (військового комісара з фінансовими повноваженнями) Негропонте. У 1403—1405 роках був герцогом (намісником) Криту. По поверненню очолив війська проти Франческо II да Каррара, у якого 22 листопада 1405 року відняв Падую, завершивши Падуанську війну. 5 лютого 1406 року призначено прокуратором Святого Марку. Між червнем і липнем 1407 року він відвідав Геную як повноважний представник, щоб обговорити компенсацію, яка мала бути присуджена купцям двох республік, що діяли в Бейруті, Фамагусті та Родосі. По поверненню увійшов до Малої ради, де був до 1407 року. Під час цього він брав участь у укладенні пакту про захист з Обіццо да Полента, сеньйором Равенни. 1407 року брав участь в укладанні союзу з Альбрехтом V, герцогом Австрійським, договррів з сеньйром Пандольфо III Малатестою, маркізом Нікколо III д'Есте та мантуанським капітаном Франческо I Гонзагою. 

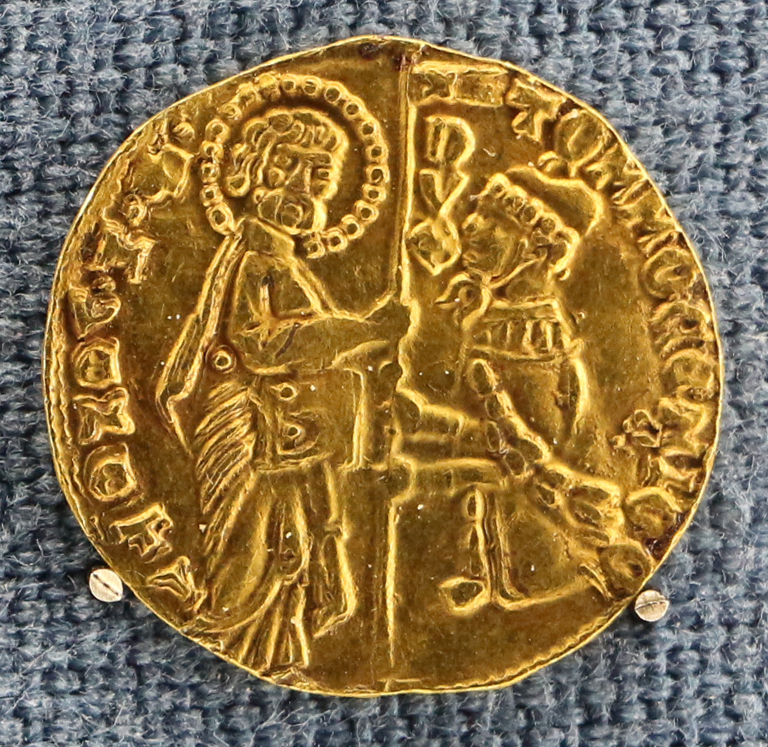
Золотий дукат Томмазо Моченіго

7 січня 1414 року під час перебування на посаді венеціанського посла в Кремоні його обрали дожем. Моченіго таємно втік, побоюючись, що його може взяти в полон Габріно Фондоло, сеньор цього міста. Прибув до міста 28 січня. Обрав помірковану зовнішню політику, намагаючись зберегти захоплене в Венето та Фріулі, чим викликав невдрволення прокуратора Франческо Фоскарі, що виступав за агресивну політику. Втім завдяки дипломатії Моченіго вдалося домовитися з Сигізмундом I про визнання Фріулі за Венецією. Але зрештою сутички поновилися й тривали до 1418 року.
1414 року він уклав мир з османським султаном Мехмедом I. Але 1416 року останній почав війну з Венецією. У березні в битві біля Галліполі венеціанський флот знищив османський. 1417 року було укладено союз з тірольським графом Фрідріхом IV. Того ж року починається війна з [Зета (держава)[|князівством Зета]].
Невдовзі аквілейський патріарх Людовик фон Тек уклав антивенеціанський союз з імператором Сигізмундом Люксембургом. Венеція, піддавшись двосторонній атаці, змогла розпочати наступ, в результаті якого в 1419–1420 роках у Аквілейського патріархату були захоплені Удіне, Чівідале, Фельтре, Беллуно та більша частина Фріулі. Кадоре також спонтанно здався. Укладений в результаті договір призвів до миру з Угорщиною та анексії земель патріархату Венеціанською республікою.
1420 ррку остаточно було закріплено Далмацію за Венеційською республікою. 1421 року убуло укладено союз Візантією на підтримку претендента на трон Мустафи проти султана Мурада II.
Моченіго значно заохочував торгівлю, реконструював палац дожів і розпочав будівництво бібліотеки дожів. У 1422—1423 роках підтримав рішенням Ради десяти та Великої ради рішення позбавити будь-яких повноважень Аренго (народних зборів), внаслідок чого було завершено перетворення Венеційської республіки на олігархічну.
Помер після тривалої хвороби в 1423 році. Його поховали в соборі Сан-Джованні-е-Паоло, традиційному місці поховання дожів. За його заповітом спадкоємцями стали дочка Маргарита, брат Леонардо та небожі Андреа та Марино.